# Alan Tsagaev
Alan Tsagaev –en búlgaro, Алан Цагаев– (Vladikavkaz, URSS, 13 de septiembre de 1977) es un deportista búlgaro de origen osetio que compitió en halterofilia.
Participó en los Juegos Olímpicos de Sídney 2000, obteniendo una medalla de plata en la categoría de 105 kg. Ganó dos medallas de plata en el Campeonato Mundial de Halterofilia, en los años 2002 y 2007, y tres medallas en el Campeonato Europeo de Halterofilia entre los años 2002 y 2004.
En junio de 2008 dio positivo por metandienona (un esteroide anabólico) junto con otros diez halterófilos búlgaros, y fue suspendido de por vida.

## Palmarés internacional
| Juegos Olímpicos   | Juegos Olímpicos       | Juegos Olímpicos | Juegos Olímpicos |
| Año                | Lugar                  | Medalla          | Categoría        |
| ------------------ | ---------------------- | ---------------- | ---------------- |
| 2000               | Sídney (Australia)     | Medalla de plata | 105 kg           |
| Campeonato Mundial |                        |                  |                  |
| Año                | Lugar                  | Medalla          | Categoría        |
| 2002               | Varsovia (Polonia)     | Medalla de plata | 105 kg           |
| 2007               | Chiang Mai (Tailandia) | Medalla de plata | 105 kg           |
| Campeonato Europeo |                        |                  |                  |
| Año                | Lugar                  | Medalla          | Categoría        |
| 2002               | Antalya (Turquía)      | Medalla de oro   | 105 kg           |
| 2003               | Lutraki (Grecia)       | Medalla de plata | 105 kg           |
| 2004               | Kiev (Ucrania)         | Medalla de oro   | 105 kg           |